# ミア・ハリファ (曲)
ミア・ハリファ (Mia Khalifa) 「ヒットオアミス」とも呼ばれます、は、アメリカのヒップホップグループiLoveFriday（iLOVEFRiDAYとして定型化）による曲。この曲は、アメリカ人のインターネット有名人で元ポルノ女優の「ミア・ハリファ」をターゲティングにしたディストラックです。
リリースから数か月後、「Mia Khalifa」は、特にTikTokユーザーの間で、ソーシャルメディアで予想外のバイラル成功を収めました。 最もよく知られている部分はマリクの詩であり、それはミームになった行で始まります：「ヒットまたはミス、私は彼らが決してミスしないと思いますね？ (Hit or miss, I guess they never miss, huh?)」